# Paraclius aberrans
Paraclius aberrans är en tvåvingeart som beskrevs av Robinson 1964. Paraclius aberrans ingår i släktet Paraclius och familjen styltflugor.
Artens utbredningsområde är Texas. Inga underarter finns listade i Catalogue of Life.